# Eurodryas castillana
Eurodryas castillana är en fjärilsart som beskrevs av Charles Oberthür 1909. Eurodryas castillana ingår i släktet Eurodryas och familjen praktfjärilar. Inga underarter finns listade i Catalogue of Life.